# Mike Peplowski
Pour les articles homonymes, voir Peplowski.
Michael Walter « Mike » Peplowski, né le 15 octobre 1970 à Détroit au Michigan, est un joueur américain de basket-ball. Il évolue durant sa carrière au poste de pivot.